# Vägen till lycka
Vägen till lycka (originaltitel: The Way to Happiness) är ett häfte publicerat av L. Ron Hubbard 1980. Vägen till lycka består av 21 moralregler och marknadsförs som en icke-religiös guide för förbättrad moral, baserad på sunt förnuft. Häftet distribueras av organisationen The Way to Happiness Foundation och publiceras även av Scientologikyrkans förlag Bridge/New Era Publications, även som inbunden bok.
Vägen till lycka beskrivs av Scientologi-ledaren David Miscavige som en gräsrotsrörelse och individer och grupper uppmuntras att distribuera häftet.

## The Way to Happiness Foundation, kritik och kopplingar till Scientologikyrkan
The Way to Happiness Foundation är en icke vinstinriktad organisation grundad 1984 med säte i Glendale, Kalifornien. Organisationen är tillsammans med Narconon, Criminon och Applied Scholastics en del av Scientologiorganisationen Association for Better Living and Education (ABLE) och är en "Scientologirelaterad enhet" ("Scientology-related entity") enligt Scientologikyrkans avtal med den amerikanska skattemyndigheten IRS. The Way to Happiness Foundation betalar licensavgifter till ABLE.
Medan Vägen till lycka lanseras som en icke-religiös moralkod har den kritiserats för att vara en frontgrupp till Scientologikyrkan och ett sätt att rekrytera nya medlemmar.  Scientologikyrkan erbjuder en kurs och en brevkurs baserade på Vägen till lycka och även en så kallad "Happiness Rundown" som består av auditering.
Upphovsrätten till Vägen till lycka, dess namn och logotyp ägs, liksom Hubbards övriga verk, av L. Ron Hubbard Library, även känt som Church of Spiritual Technology (CST). CST är en ideell organisation men ägs av den vinstinriktade organisationen Author Services, Inc.